# بطولة تونس للكرة الطائرة للرجال 2003-2004
بطولة تونس للكرة الطائرة للرجال 2003-2004 هو الموسم رقم 49 من بطولة تونس للكرة الطائرة للرجال.

فاز بهذا الموسم النادي الرياضي الصفاقسي.

## روابط خارجية
- الموقع الرسمي للجامعة التونسية للكرة الطائرة.